# Коновалов Микола Леонідович
Конова́лов Мико́ла Леоні́дович (рос. Коновалов Николай Леонидович; нар. 4 (16) липня 1884 — пом. 16 квітня 1947) — російський радянський актор театру і кіно. Заслужений артист РРФСР (1934).

## Біографія
Народився 4 (16) липня 1884 року в місті Георгієвську (нині Ставропольський край) в родині військового інженера.
Після закінчення Батумської гімназії у 1904 році вступив на юридичний факультет Московського університету, який закінчив у 1910 році.
У 1906–1908 роках паралельно навчався у школі МХАТу.
У 1910–1914 роках працював у київському театрі Соловцова (нині — Національний академічний театр російської драми імені Лесі Українки).
У 1914–1916 роках — актор харківської антрепризи Синельникова.
У 1916 році мобілізований до російської армії, перебував у 188-у піхотному запасному полку (м. Орел), згодом направлений до Александровського військового училища, яке закінчив 1 лютого 1917 року.
Після Лютневої революції командирований у розпорядження військової комісії при Російському театральному товаристві. Брав участь у створенні театру при Раді солдатських депутатів, виїжджав з трупою на фронт. Демобілізувався у 1918 році.
З 1918 по 1933 роки — актор Театру Корша (згодом — Московського драматичного театру).
З 1933 року — актор ЦТСА (нині — Центральний академічний театр Російської армії).
Помер від раку шлунку 16 квітня 1947 року в Москві. Похований на Ваганьковському цвинтарі.

## Нагороди
- Заслужений артист РРФСР (1934).

## Фільмографія
- 1938 — Честь — помічник начальника депо
- 1939 — Арінка — Степан Степанович Архипов
- 1939 — Ніч у вересні — шахтар Заїка
- 1940 — Музична історія — Василь Хомович Македонський
- 1940 — Світлий шлях — Микола Зубков
- 1941 — Антон Іванович сердиться — Антон Іванович Воронов
- 1944 — Велика земля
- 1944 — Весілля — капітан 2 рангу Федір Якович Ревунов-Караулов
- 1945 — Без провини винні — антерпренер
- 1946 — Клятва — Михайло Іванович Калінін
- 1947 — Весна — Мухін Леонід Максимович